# Alex Carlile
Alexander Charles Carlile, baron Carlile de Berriew, (né le 12 février 1948) est un avocat britannique et un membre crossbencher de la Chambre des lords. Il est député du Montgomeryshire de 1983 à 1997.

## Jeunesse et carrière
Alex Carlile, fils d'immigrants juifs polonais est élevé au Ruabon, au nord du Pays de Galles et dans le Lancashire. Il fait ses études à l'Epsom College et au King's College de Londres où il obtient son diplôme en droit en 1969. Il est admis au Barreau par Gray's Inn en 1970 et devient Conseiller de la reine (QC) à l'âge précoce de 36 ans.
Il est un avocat et ancien chef de chambre de Foundry Chambers, à Londres, un ensemble de chambres d'avocats. Il défend Paul Burrell, le majordome de la princesse de Galles contre les accusations selon lesquelles Burrell aurait volé certains des biens de sa propriété. En 2001, il est nommé examinateur indépendant de la législation sur le terrorisme. Carlile démissionne de son poste de chef de cabinet au 9-12 Bell Yard en mars 2008.
Carlile est nommé Commandeur de l'Ordre de l'Empire britannique (CBE) lors des honneurs du Nouvel An 2012 pour ses services à la sécurité nationale.

## Carrière politique
Carlile est créé un pair à vie le 27 juillet 1999, en tant que baron Carlile de Berriew, de Berriew dans le comté de Powys, ayant été auparavant un député démocrate libéral du Parlement pour Montgomeryshire de 1983 à 1997. Il s'est présenté sans succès en tant que libéral pour East Flintshire en février et octobre 1974. En tant que seul député libéral démocrate gallois du Pays de Galles après les élections de 1992, Carlile aide à diriger le parti à travers l'un de ses points faibles. Il joue un rôle déterminant dans les discussions préalables à la dévolution avec le Parti travailliste gallois qui ont mené au référendum de 1997 sur la dévolution.
Lord Carlile siège en tant que pair libéral démocrate jusqu'en 2016, date à laquelle il quitte le parti en déclarant qu'il se trouve «en désaccord» avec les politiques du parti sur de nombreuses questions, notamment les questions de sécurité nationale et les Libertés publiques, en particulier les soi-disant Snooper charter, sont au cœur du désaccord.
Selon le Register of Lords'Interests, il est administrateur de 5 Bell Yard Ltd et du Wynnstay Group, un fabricant d'aliments agricoles, marchands de produits agricoles et distributeurs de mazout; juge suppléant de la Haute Cour ; président du Tribunal d'appel de la concurrence; et administrateur de la White Ensign Association. Il est président de la Howard League for Penal Reform en 2006.
Carlile est codirecteur et copropriétaire d'un cabinet de conseil en stratégie et risques politiques, SC Strategy Limited avec Sir John Scarlett, l'ancien chef du MI6.
En 2014, Carlile lance une contestation judiciaire de l'interdiction de voyager au Royaume-Uni contre Maryam Radjavi, chef des Moudjahiddines du peuple d'Iran (MeK) et présidente élue du Conseil national de la résistance iranienne. La Cour suprême tranche en faveur du gouvernement britannique.
En 2016, Carlile siège au comité fondateur de l'opposition nationale aux parcs éoliens et parraine l'événement de lancement aux Chambres du Parlement.
Il est président de l'Enquête de 2006 sur la retention physique, l'isolement cellulaire et la fouille à nu forcée des enfants dans les prisons, les centres de formation sécurisés et les foyers pour enfants sécurisés par le conseil local. Les 11 mai et 6 juin 2011, Lord Carlile présente une enquête publique de suivi à la Chambre des lords. Il met sur pied un groupe d'experts pour conseiller et témoigner dans le cadre de l'enquête.
Lord Carlile est de 2001 à 2011 l'examinateur indépendant britannique de la législation antiterroriste. Il est remplacé par David Anderson. Il est examinateur indépendant de l'évaluation de 2015 sur les groupes paramilitaires en Irlande du Nord.
Il exprime son opposition au projet de loi sur l'aide juridique, la détermination de la peine et la punition des délinquants du gouvernement de coalition britannique, proposant de nombreux amendements . Il est l'un des cinq Lords qui s'opposent avec véhémence à l'introduction de conditions de ressources pour les conseils de la police (pour couvrir le coût des avocats consultant les suspects dans les postes de police).
Il est initialement nommé pour diriger l'examen indépendant du programme Prevent du gouvernement britannique, mais est démis de ses fonctions après qu'une contestation judiciaire ait été lancée contre sa nomination.

## Vie privée
Il est membre du Club Athenaeum et supporter de longue date du club de football anglais Burnley FC. Il est membre de la Royal Society of Arts, patron du Security Institute et patron (anciennement président) de la Chartered Security Professionals Registration Authority. Il a trois enfants de sa première épouse Frances et neuf petits-enfants. Il se remarie à Alison Levitt en décembre 2007. Elle est membre de la chambre des avocats de Londres, 2 Hare Court et pair à vie en 2025.
Carlile est un conseiller de Gray's Inn.